# Роттлер, Йохан Петер
Йохан Петер Роттлер (дат. Johan Peter Rottler; 1749—1836) — датский миссионер, путешественник и ботаник.

## Биография
Йохан Петер Роттлер родился в 1749 году в эльзасском городе Страсбург. Учился в Страсбурге, затем отправился лютеранским миссионером в южную Индию. В августе 1776 года прибыл в Транкебар, где проживал на протяжении 27 лет. В 1788 году Йохан Петер путешествовал по Гангу. В 1795 году он сопровождал Фредерика Норта, первого губернатора Цейлона, во время путешествия по острову. В том же году Роттлер получил степень доктора философии Венского университета. В 1803 году он переехал в Мадрас (ныне — Ченнаи), где стал главой Датской лютеранской миссии (SPCK). За всё время в Индии Роттлер собрал более двух тысяч образцов растений, в настоящее время большая их часть хранится в Ботанических садах Кью и Ливерпульском музее. Кроме изучения местной флоры Роттлер интересовался изучением тамильского языка. В 1834 году был издан тамильско-английский словарь, представлявший собой существенно расширенное Роттлером издание Иоганна Филипа Фабриция. 27 января 1836 года Йохан Петер Роттлер скончался.

## Роды, названные в честь Й. П. Роттлера
- Roettlera Vahl, 1804, nom. illeg. [syn.  Henckelia Spreng., 1817, nom. nov.]
- Rottlera Willd., 1797 [syn.  Tetragastris Gaertn., 1790]
- Rottleria Brid., 1826, nom. illeg. [syn.  Hyophila Brid., 1827, nom. cons.]